# Goce Dełczew (gmina)
Goce Dełczew (bułg. Община Гоце Делчев)  − gmina w południowo-zachodniej Bułgarii, w obwodzie Błagojewgrad.

## Miejscowości
Miejscowości wchodzące w skład gminy Goce Dełczew:
- Baniczan (bułg.: Баничан),
- Borowo (bułg.: Борово),
- Breznica (bułg.: Брезница),
- Bukowo (bułg.: Буково),
- Dełczewo (bułg.: Делчево),
- Dobrotino (bułg.: Добротино),
- Goce Dełczew (bułg.: Гоце Делчев) – siedziba gminy,
- Gospodinci (bułg.: Господинци),
- Kornica (bułg.: Корница),
- Łyżnica (bułg.: Лъжница),
- Musomiszta (bułg.: Мусомища).
- Popowi liwadi